# Cilliba foroliviensis
Cilliba foroliviensis es una especie de arácnido del orden Mesostigmata de la familia Uropodidae.

## Distribución geográfica
Se encuentra en Italia.